# 고양화수초등학교
고양화수초등학교는 대한민국 경기도 고양시에 있는 공립 초등학교이다.

## 학교 연혁
- 1994. 11. 01 고양화수국민학교 설립 인가
- 1995. 09. 01 초대 임종진 교장 취임
- 2011. 09. 01 제6대 최명숙 교장 취임
- 2013. 09. 01 제7대 장순남 교장 취임
- 2014. 02. 14 제19회 졸업식(198명, 연 4,783명)
- 2014. 03. 01 38학급 편성(특수학급 1학급 포함)
- 2014. 03. 03 신입생 입학(남 83명, 여 85명, 계 168명)

## 참고 자료
- 고양화수초등학교 - 한국교육학술정보원 학교알리미